# Amblyteles nitidus
Amblyteles nitidus là một loài tò vò trong họ Ichneumonidae.